# الكور (رصد)

تعديل مصدري - تعديل

الكور هي إحدى قرى عزلة القارة بمديرية رصد التابعة لمحافظة أبين، بلغ تعداد سكانها 148 نسمة حسب تعداد اليمن لعام 2004.